# Astyris bonariensis
Astyris bonariensis is een slakkensoort uit de familie van de Columbellidae. De wetenschappelijke naam van de soort is voor het eerst geldig gepubliceerd in 1967 door Castellanos & Deambrosi.